# Martina Favaretto
Martina Favaretto (Camposampiero, 15 de noviembre de 2001) es una deportista italiana que compite en esgrima, especialista en la modalidad de florete.
Participó en los Juegos Olímpicos de París 2024, obteniendo una medalla de plata en la prueba por equipos (junto con Arianna Errigo, Alice Volpi y Francesca Palumbo).
Ganó cinco medallas en el Campeonato Mundial de Esgrima entre los años 2022 y 2025, y tres medallas en el Campeonato Europeo de Esgrima entre los años 2022 y 2024.
En los Juegos Europeos de Cracovia 2023 consiguió una medalla de oro en la prueba por equipos.

## Palmarés internacional
| Juegos Olímpicos   | Juegos Olímpicos   | Juegos Olímpicos  | Juegos Olímpicos    |
| Año                | Lugar              | Medalla           | Prueba              |
| ------------------ | ------------------ | ----------------- | ------------------- |
| 2024               | París (Francia)    | Medalla de plata  | Florete por equipos |
| Campeonato Mundial |                    |                   |                     |
| Año                | Lugar              | Medalla           | Prueba              |
| 2022               | El Cairo (Egipto)  | Medalla de oro    | Florete por equipos |
| 2023               | Milán (Italia)     | Medalla de oro    | Florete por equipos |
| 2023               | Milán (Italia)     | Medalla de bronce | Florete individual  |
| 2025               | Tiflis (Georgia)   | Medalla de bronce | Florete individual  |
| 2025               | Tiflis (Georgia)   | Medalla de bronce | Florete por equipos |
| Juegos Europeos    |                    |                   |                     |
| Año                | Lugar              | Medalla           | Prueba              |
| 2023               | Cracovia (Polonia) | Medalla de oro    | Florete por equipos |
| Campeonato Europeo |                    |                   |                     |
| Año                | Lugar              | Medalla           | Prueba              |
| 2022               | Antalya (Turquía)  | Medalla de oro    | Florete por equipos |
| 2023               | Plovdiv (Bulgaria) | Medalla de plata  | Florete individual  |
| 2024               | Basilea (Suiza)    | Medalla de oro    | Florete por equipos |